# 第74回ゴールデングローブ賞
第74回ゴールデングローブ賞（だい74かいゴールデングローブしょう）は、2016年の映画とテレビ番組を対象としており、授賞式は2017年1月8日にカリフォルニア州ビバリーヒルズのビバリーヒルトン・ホテルで行われ、NBCが放送した。授賞式はディック・クラーク・プロダクションズがハリウッド外国人映画記者協会と共同でプロデュースし、司会はジミー・ファロンが務めた。

## 受賞とノミネート
ノミネートは2016年12月12日に発表された。太字が受賞。

### 映画
| 映画作品賞 | 映画作品賞 |
| ドラマ部門 | ミュージカル・コメディ部門 |
| --- | --- |
| - 『ムーンライト』 - 『ハクソー・リッジ』 - 『最後の追跡』 - 『LION/ライオン 〜25年目のただいま〜』 - 『マンチェスター・バイ・ザ・シー』 | - 『ラ・ラ・ランド』 - 『20センチュリー・ウーマン』 - 『デッドプール』 - 『マダム・フローレンス! 夢見るふたり』 - 『シング・ストリート 未来へのうた』 |
| 映画演技賞（ドラマ部門） | |
| 主演男優賞 | 主演女優賞 |
| - ケイシー・アフレック - 『マンチェスター・バイ・ザ・シー』 - ジョエル・エドガートン - 『ラビング 愛という名前のふたり』 - アンドリュー・ガーフィールド - 『ハクソー・リッジ』 - ヴィゴ・モーテンセン - 『はじまりへの旅』 - デンゼル・ワシントン - 『フェンス』                                      | - イザベル・ユペール - 『エル ELLE』 - エイミー・アダムス - 『メッセージ』 - ジェシカ・チャステイン - 『女神の見えざる手』 - ルース・ネッガ - 『ラビング 愛という名前のふたり』 - ナタリー・ポートマン - 『ジャッキー/ファーストレディ 最後の使命』                 |
| 映画演技賞（ミュージカル・コメディ部門） | |
| 主演男優賞 | 主演女優賞 |
| - ライアン・ゴズリング - 『ラ・ラ・ランド』 - コリン・ファレル - 『ロブスター』 - ヒュー・グラント - 『マダム・フローレンス! 夢見るふたり』 - ジョナ・ヒル - 『ウォー・ドッグス』 - ライアン・レイノルズ - 『デッドプール』                                                                           | - エマ・ストーン - 『ラ・ラ・ランド』 - アネット・ベニング - 『20センチュリー・ウーマン』 - リリー・コリンズ - 『ハリウッド・スキャンダル』 - ヘイリー・スタインフェルド - 『スウィート17モンスター』 - メリル・ストリープ - 『マダム・フローレンス! 夢見るふたり』 |
| 助演男優賞 | 助演女優賞 |
| - アーロン・テイラー＝ジョンソン - 『ノクターナル・アニマルズ』 - マハーシャラ・アリ - 『ムーンライト』 - ジェフ・ブリッジス - 『最後の追跡』 - サイモン・ヘルバーク - 『マダム・フローレンス! 夢見るふたり』 - デーヴ・パテール - 『LION/ライオン 〜25年目のただいま〜』                             | - ヴィオラ・デイヴィス - 『フェンス』 - ナオミ・ハリス - 『ムーンライト』 - ニコール・キッドマン - 『LION/ライオン 〜25年目のただいま〜』 - オクタヴィア・スペンサー - 『ドリーム』 - ミシェル・ウィリアムズ - 『マンチェスター・バイ・ザ・シー』                   |
| 監督賞 | 脚本賞 |
| - デイミアン・チャゼル - 『ラ・ラ・ランド』 - トム・フォード - 『ノクターナル・アニマルズ』 - メル・ギブソン - 『ハクソー・リッジ』 - バリー・ジェンキンス - 『ムーンライト』 - ケネス・ロナーガン - 『マンチェスター・バイ・ザ・シー』                                                               | - デイミアン・チャゼル - 『ラ・ラ・ランド』 - トム・フォード - 『ノクターナル・アニマルズ』 - バリー・ジェンキンス - 『ムーンライト』 - ケネス・ロナーガン - 『マンチェスター・バイ・ザ・シー』 - テイラー・シェリダン - 『最後の追跡』                             |
| 作曲賞 | 主題歌賞 |
| - ジャスティン・ハーウィッツ - 『ラ・ラ・ランド』 - ニコラス・ブリテル - 『ムーンライト』 - ヨハン・ヨハンソン - 『メッセージ』 - ダスティン・オハロラン、ハウシュカ - 『LION/ライオン 〜25年目のただいま〜』 - ハンス・ジマー、ファレル・ウィリアムス、ベンジャミン・ウォルフィッシュ - 『ドリーム』 | - 「City of Stars」 - 『ラ・ラ・ランド』 - "Can't Stop the Feeling!" - 『トロールズ』 - "Faith" - 『SING/シング』 - "Gold" - 『ゴールド/金塊の行方』 - "How Far I'll Go" - 『モアナと伝説の海』                                                                     |
| アニメ映画賞 | 外国語映画賞 |
| - 『ズートピア』 - 『KUBO/クボ 二本の弦の秘密』 - 『モアナと伝説の海』 - 『ぼくの名前はズッキーニ』 - 『SING/シング』 | - 『エル ELLE』 - 『ディヴァイン』 - 『ネルーダ 大いなる愛の逃亡者』 - 『セールスマン』 - 『ありがとう、トニ・エルドマン』 |

### テレビ
| テレビシリーズ賞 | テレビシリーズ賞 |
| ドラマ部門 | ミュージカル・コメディ部門 |
| --- | --- |
| - 『ザ・クラウン』 - 『ゲーム・オブ・スローンズ』 - 『ストレンジャー・シングス 未知の世界』 - 『THIS IS US』 - 『ウエストワールド』 | - 『アトランタ』 - 『ブラッキッシュ』 - 『モーツァルト・イン・ザ・ジャングル』 - 『トランスペアレント』 - 『Veep/ヴィープ』 |
| テレビシリーズ演技賞（ドラマ部門） | |
| 主演男優賞 | 主演女優賞 |
| - ビリー・ボブ・ソーントン - 『弁護士ビリー・マクブライド』 - ラミ・マレック - 『MR. ROBOT/ミスター・ロボット』 - ボブ・オデンカーク - 『ベター・コール・ソウル』 - マシュー・リス - 『ジ・アメリカンズ』 - リーヴ・シュレイバー - 『レイ・ドノヴァン ザ・フィクサー』                                                   | - クレア・フォイ - 『ザ・クラウン』 - カトリーナ・バルフ - 『アウトランダー』 - ケリー・ラッセル - 『ジ・アメリカンズ』 - ウィノナ・ライダー - 『ストレンジャー・シングス 未知の世界』 - エヴァン・レイチェル・ウッド - 『ウエストワールド』                                                                 |
| テレビシリーズ演技賞（ミュージカル・コメディ部門） | |
| 主演男優賞 | 主演女優賞 |
| - ドナルド・グローヴァー - 『アトランタ』 - アンソニー・アンダーソン - 『ブラッキッシュ』 - ガエル・ガルシア・ベルナル - 『モーツァルト・イン・ザ・ジャングル』 - ニック・ノルティ - 『Graves』 - ジェフリー・タンバー - 『トランスペアレント』                                                                          | - トレイシー・エリス・ロス - 『ブラッキッシュ』 - レイチェル・ブルーム - 『クレイジー・エックス・ガールフレンド』 - ジュリア・ルイス＝ドレイファス - 『Veep/ヴィープ』 - サラ・ジェシカ・パーカー - 『Divorce/ディボース』 - イッサ・レイ - 『インセキュア』 - ジーナ・ロドリゲス - ジェーン・ザ・ヴァージン |
| ミニシリーズ・テレビ映画演技賞 | |
| 主演男優賞 | 主演女優賞 |
| - トム・ヒドルストン - 『ナイト・マネジャー』 - リズ・アーメッド - 『ザ・ナイト・オブ』 - ブライアン・クランストン - 『オール・ザ・ウェイ JFKを継いだ男』 - ジョン・タトゥーロ - 『ザ・ナイト・オブ』 - コートニー・B・ヴァンス - 『アメリカン・クライム・ストーリー/O・J・シンプソン事件』                              | - サラ・ポールソン - 『アメリカン・クライム・ストーリー/O・J・シンプソン事件』 - フェリシティ・ハフマン - 『アメリカン・クライム』 - ライリー・キーオ - 『ガールフレンド・エクスペリエンス』 - シャーロット・ランプリング - 『ロンドン・スパイ』 - ケリー・ワシントン - 『アニタ 〜世紀のセクハラ事件〜』    |
| 助演賞 | |
| 助演男優賞 | 助演女優賞 |
| - ヒュー・ローリー - 『ナイト・マネジャー』 - スターリング・K・ブラウン - 『アメリカン・クライム・ストーリー/O・J・シンプソン事件』 - ジョン・リスゴー - 『ザ・クラウン』 - クリスチャン・スレイター - 『MR. ROBOT/ミスター・ロボット』 - ジョン・トラボルタ - 『アメリカン・クライム・ストーリー/O・J・シンプソン事件』 | - オリヴィア・コールマン - 『ナイト・マネジャー』 - レナ・ヘディ - 『ゲーム・オブ・スローンズ』 - クリッシー・メッツ - 『THIS IS US』 - マンディ・ムーア - 『THIS IS US』 - タンディ・ニュートン - 『ウエストワールド』                                                                                      |
| ミニシリーズ・テレビ映画賞 | |
| - 『アメリカン・クライム・ストーリー/O・J・シンプソン事件』 - 『アメリカン・クライム』 - 『The Dresser』 - 『ナイト・マネジャー』 - 『ザ・ナイト・オブ』 | |